# Ciurila
Ciurila (ungarisch Csürülye) ist eine Gemeinde im Kreis Cluj, in der Region Siebenbürgen in Rumänien.

## Geographische Lage

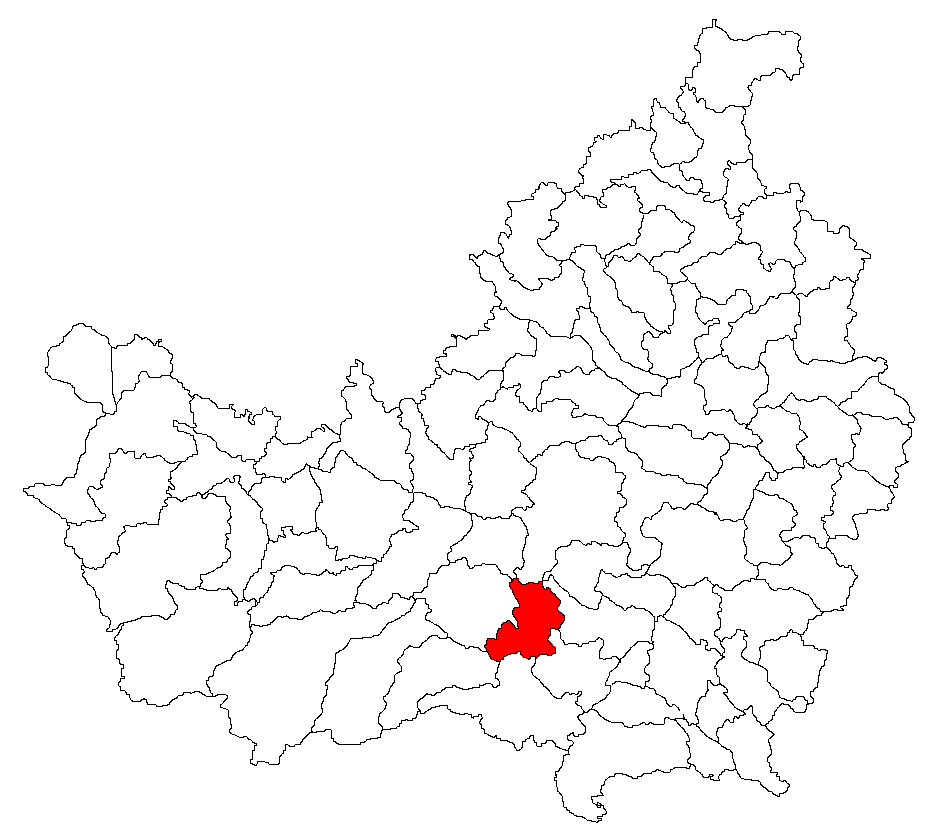
Lage der Gemeinde Ciurila im Kreis Cluj

Die Gemeinde Ciurila liegt in den Nordwestausläufern des Trascău-Gebirges (Munții Trascăului) ein Gebirgszug des Apuseni-Gebirges (Munții Apuseni). Der Ort liegt am gleichnamigen Bach – ein linker Nebenfluss des Hășdate – und an der Kreisstraße (drum județean) DJ 107R etwa 20 Kilometer südlich von der Kreishauptstadt Cluj-Napoca (Klausenburg) entfernt.
Die eingemeindeten Dörfer befinden sich zwischen zwei (Șutu [ungarisch Sütmeg]) und acht (Pădureni [ung. Magyarósag]) Kilometer vom Gemeindezentrum entfernt. Von den etwa 7222 Hektar der Gemeindefläche, hat das Gemeindezentrum mit 1362 ha und das eingemeindete Dorf Sălicea mit 1359 ha den größten Flächenanteil der Gemeinde. Das 502 Hektar große Dorf Pădureni liegt auf einer Höhe von 620 m und ist etwa 23 Kilometer von der nächstgelegenen Bushaltestelle entfernt.
Auf dem Areal der Gemeinde wurden mehrere Fischteiche entlang des Hășdate angelegt. Die rumänische Autobahn A3 oder auch Autostrada Transilvania genannt, verläuft hier ca. eineinhalb Kilometer südlich vom Gemeindezentrum.

## Geschichte
Der Ort Ciurila wurde erstmals 1595 urkundlich erwähnt.
Auf dem Areal, bei den Einheimischen Făgetul Muntelui genannt, des eingemeindeten Dorfes Sălicea wurde nach Angaben von E. Orosz archäologische Funde die auf eine Besiedlung der Region bis in die Frühbronzezeit deuten, gemacht. Auch im eingemeindeten Dorf Săliște (ungarisch Tordaszelestye) wurden mehrere Objekte der Urgeschichte, sowie Funde (bei Gorganul und Făgetul Muntelui) die auf Besiedlung in der Bronzezeit deuten, gemacht.
Im Königreich Ungarn gehörte die heutige Gemeinde dem Stuhlbezirk Torda im Komitat Torda-Aranyos, anschließend dem historischen Kreis Turda und ab 1950 dem heutigen Kreis Cluj.

## Bevölkerung
Die Bevölkerung der Gemeinde entwickelte sich wie folgt:
| 1850 | 2.583 | 2.494 | 14 | 2  | 73            |
| 1900 | 3.443 | 3.314 | 51 | 20 | 58            |
| 1941 | 4.391 | 4.346 | 3  | 1  | 41            |
| 1977 | 2.869 | 2.829 | 1  | -  | 39            |
| 2002 | 1.509 | 1.467 | 9  | -  | 33            |
| 2011 | 1.594 | 1.445 | 19 | -  | 55            |
| 2021 | 2.003 | 1.544 | 42 | 2  | 415 (55 Roma) |

Seit 1850 wurde auf dem Gebiet der heutigen Gemeinde die höchste Einwohnerzahl und gleichzeitig die der Rumänen 1941 ermittelt. Die höchste Bevölkerungszahl der Magyaren (66) wurde 1910, die der Roma (73) 1930 und die der Rumäniendeutschen wurde (20) 1900 registriert. Des Weiteren bekannten sich 2002 zwei Einwohner als Ukrainer.

## Sehenswürdigkeiten
- Die Holzkirchen Sf. Arhanghel Mihail și Gavriil, 1750 im eingemeindeten Dorf Pădureni; 1754 im eingemeindeten Dorf Săliște errichtet, stehen unter Denkmalschutz.[6]
- Das Landhaus Veres, Ende des 18. Anfang des 19. Jahrhunderts im eingemeindeten Dorf Pruniș (ungarisch Magyarszilvás) errichtet, steht unter Denkmalschutz.[6] Das Haus war zwischenzeitlich die Grundschule des Ortes und ist inzwischen dem Verfall überlassen.